# Большой Морской риф

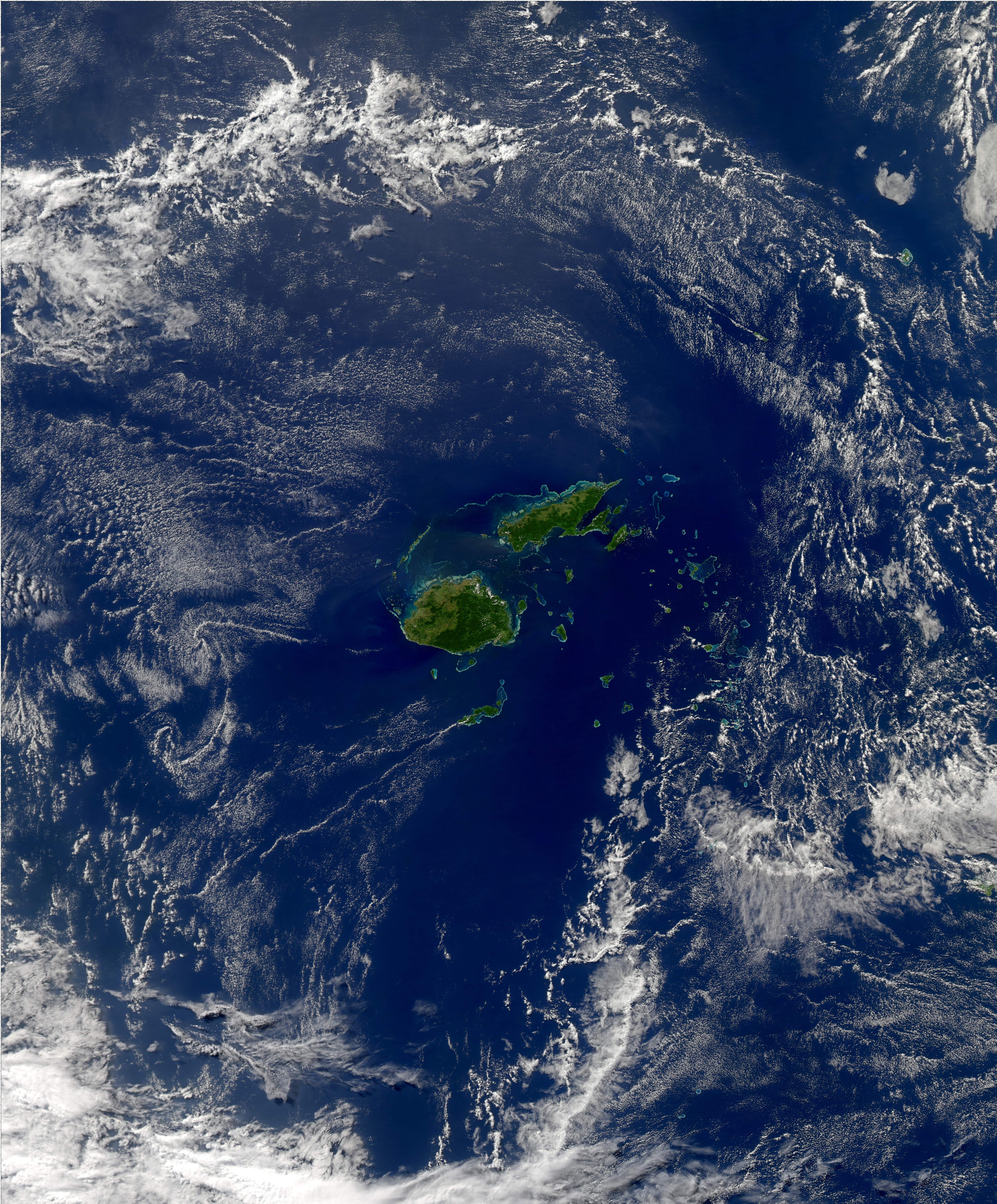
Второй по размеру остров Фиджи — Вануа-Леву и Большой Морской риф, который укрывает северный берег острова.

Большой Морской риф (англ. Great Sea Reef), также известный как Какау-Леву (англ. Cakaulevu Reef, фидж. Qoliqoli Cokovata) — коралловый риф, расположенный у северного берега Вануа-Леву, одного из островов Фиджи. Это третий непрерывный барьерный риф в мире, уступающий по длине Большому Барьерному рифу в Австралии и Мезоамериканскому Барьерному рифу в Центральной Америке. Вместе с находящимся неподалеку рифом Паскоу Большой Морской риф составляет около 200 километров в длину. Сам Большой Морской риф покрывает 202700 квадратных километров.

## Морская жизнь
Первое систематическое исследование рифа (в 2004 году) выявило богатое разнообразие морских организмов, в том числе уникальные экосистемы мангр и эндемичные рыбы. Двенадцать исчезающих видов живут в районе данного рифа: 10 видов рыб, зеленые черепахи и длиннорылые продельфины.
Обитатели рифа являются источником питания для почти 70000 человек местного населения. Заметив сокращение популяции рыб за последние десятилетия, в 2005 году местные власти создали серию морских охраняемых объектов, где рыбная ловля запрещена. В течение сотен лет власти изменяли традиционные места для рыбной ловли. Где запрет вступает в силу, популяция рыб восстанавливается и распространяется в районы, где рыболовство разрешено.